# Wittmackia froesii
Wittmackia froesii é uma espécie de planta da família Bromeliaceae. Esta espécie é endêmica do Estado da Bahia, no leste do Brasil.